# Camarotella triphasiae
Camarotella triphasiae är en svampart som beskrevs av Syd. 1925. Camarotella triphasiae ingår i släktet Camarotella och familjen Phyllachoraceae.   Inga underarter finns listade i Catalogue of Life.